# 池田仲澄
池田 仲澄（いけだ なかすみ）は、江戸時代前期から中期にかけての大名。因幡国鹿奴藩初代藩主。徳川吉宗の従兄弟。

## 略歴
鳥取藩主・池田光仲の次男として誕生。
貞享2年（1685年）、父・光仲から新田2万5000石を分与され、鹿奴藩を立藩する。その後、元禄15年（1702年）新田5000石を再分与されている。居所を鳥取に置き、東館と通称された。元禄16年（1703年）に隠居し家督を次男の仲央に譲った。
享保7年（1722年）、73歳で死去した。

## 系譜
- 父：池田光仲（1630-1693）
- 母：茶々姫（1631-1709） - 因幡姫、芳心院、徳川頼宣の長女
- 正室：兼子 - 菊子、涼月院、松平頼隆の娘
  - 長男：池田吉泰（1687-1739） - 池田綱清の養子
- 室：中川氏
  - 次男：池田仲央（1692-1753）
- 室：深見氏
  - 四男：池田定賢（1700-1736） - 池田知定次いで池田清定の養子
- 生母不明の子女
  - 女子：千屋子
  - 三男：池田澄古（1694-1727）
  - 女子：清子
  - 五男：柳生矩美（1705-1721） - 柳生俊方の養子